# Leptoiulus juvenilis
Leptoiulus juvenilis är en mångfotingart som beskrevs av Ribaut. Leptoiulus juvenilis ingår i släktet Leptoiulus och familjen kejsardubbelfotingar. Inga underarter finns listade i Catalogue of Life.